# Juan Belencoso
Juan Carlos Rodríguez Belencoso (Elche de la Sierra, Albacete, 1 de septiembre de 1981) es un futbolista español. Juega como delantero en el Atlético Pulpileño, equipo almeriense perteneciente al Grupo 13 de la Tercera RFEF.

## Trayectoria
Ha militado en el CD Lugo,Albacete Balompié,Granada 74,Baza, Balompédica Linense, Hospitalet (tramo final de la temporada y fase de ascenso a 2ª División), Mérida, Mazarrón, Jaén, Cacereño, Chaves (Portugal) y Cádiz CF. Actualmente milita en Kitchee SC (China).
Destaca por su buen remate de cabeza, velocidad en el desmarque y constante lucha en el terreno de juego.
Su imponente físico (1.88 m y 84 kilos) le proporciona una potente arrancada. Sin embargo, no es demasiado hábil en el regate. Consiguió el ascenso con el Lugo el 24 de junio de 2012, habiendo conseguido 15 goles en esa campaña, tres de ellos en play-off.
Belencoso, ex del Cádiz, Lugo, Conquense y Albacete, llegó a Hong Kong en 2013 para iniciar un camino exitoso. En su primera campaña en las filas del Kitchee, firmó 16 goles en 17 encuentros. Tras acercarse a esos guarismos en su segunda temporada, la que le sirvió el reconocimiento de la Confederación Asiática de Fútbol, recibiendo el trofeo de tercer mejor extranjero de Asia en 2015.
El ariete del Kitchee de Hong Kong recibió el reconocimiento, en un acto celebrado en Nueva Delhi, tras dos temporadas sobresalientes en la AFC Cup en las que anotó 16 goles en 20 partidos. Además, en la competición doméstica sumó 13 dianas en 15 choques. El de Elche de la Sierra se situó en el tercer lugar del podio.
Más tarde jugaría en Indonesia y la India, ya que en 2016 firmaría con el Atlético de Kolkata.
En febrero de 2017, el veterano delantero se incorpora al conjunto azulón del UD Yugo Socuéllamos para ayudarlo en la recta final de temporada en su intento de mantenerse en la categoría de bronce, procedente desde la Superliga India.
En septiembre de 2017, tras cerrarse el mercado en Segunda División B, recala en el Mar Menor CF, club murciano de Tercera División. Belencoso haría la pretemporada con el equipo de San Javier, y ficharía por el Club murciano para ayudarles en el intento por ascender, tras disputar 6 fases de ascenso seguidas.
Tras no conseguir el ascenso vuelve al Unión Deportiva Socuéllamos para de nuevo volver a jugar Play off de ascenso, no lo consigue tras llegar a disputar la final en Mérida, disputa una semifinal ante el CD Móstoles consiguiendo pasar de nuevo a la última oportunidad ante el Algeciras CF sin poder conseguir el ascenso, en la que anotaría 20 goles.
En la temporada 2019-20, firma por el CF Villanovense de la Tercera División de España, con el que lograría el ascenso a la Segunda División B de España.
En la temporada 2020-21, firma por la Sociedad Fomento y Cultura Minerva de la Tercera División de España.
En la temporada 2021-22, firma por el FC La Unión Atlético de la Tercera Federación. En su segunda temporada en el conjunto minero, logra el ascenso a la Segunda Federación.
Comenzaría la temporada 2023-24 en el conjunto del FC La Unión Atlético en Segunda Federación, pero el 1 de febrero de 2024, rescindiría su contrato y firma por el Atlético Pulpileño de la Tercera RFEF.

## Clubes
| Club                        | País      | Año       |
| --------------------------- | --------- | --------- |
| Albacete Balompié Juv. A    | España    | 1997-1998 |
| Rayo Cantabria              | España    | 1998-2000 |
| GD Chaves                   | Portugal  | 2001-2002 |
| Real Jaén                   | España    | 2002-2004 |
| Merida UD                   | España    | 2004-2006 |
| CE L'Hospitalet             | España    | 2006      |
| Real Balompédica Linense    | España    | 2006-2007 |
| Granada 74                  | España    | 2007      |
| Baza (Cesión)               | España    | 2007-2008 |
| Albacete                    | España    | 2008-2010 |
| Conquense                   | España    | 2010-2011 |
| C. D. Lugo                  | España    | 2011-2012 |
| Cádiz C. F.                 | España    | 2012-2013 |
| Kitchee                     | Hong Kong | 2013-2016 |
| Persib Bandung              | Indonesia | 2016      |
| Atlético de Kolkata         | India     | 2016-2017 |
| Unión Deportiva Socuéllamos | España    | 2017      |
| Mar Menor CF                | España    | 2017-2018 |
| Unión Deportiva Socuéllamos | España    | 2018-2019 |
| CF Villanovense             | España    | 2019-2020 |
| SFC Minerva                 | España    | 2020-2021 |
| FC La Unión Atlético        | España    | 2021-2024 |
| Atlético Pulpileño          | España    | 2024-     |

### Distinciones individuales
| Distinción                                      | Año  |
| ----------------------------------------------- | ---- |
| Máximo goleador de la Copa de la AFC (11 goles) | 2014 |